# Claude-Aimé Chenavard
Pour les articles homonymes, voir Chenavard.
Claude-Aimé Chenavard, né en 1798 à Lyon et mort le 16 juillet 1838 à Paris, est un peintre ornemaniste et dessinateur français.

## Biographie

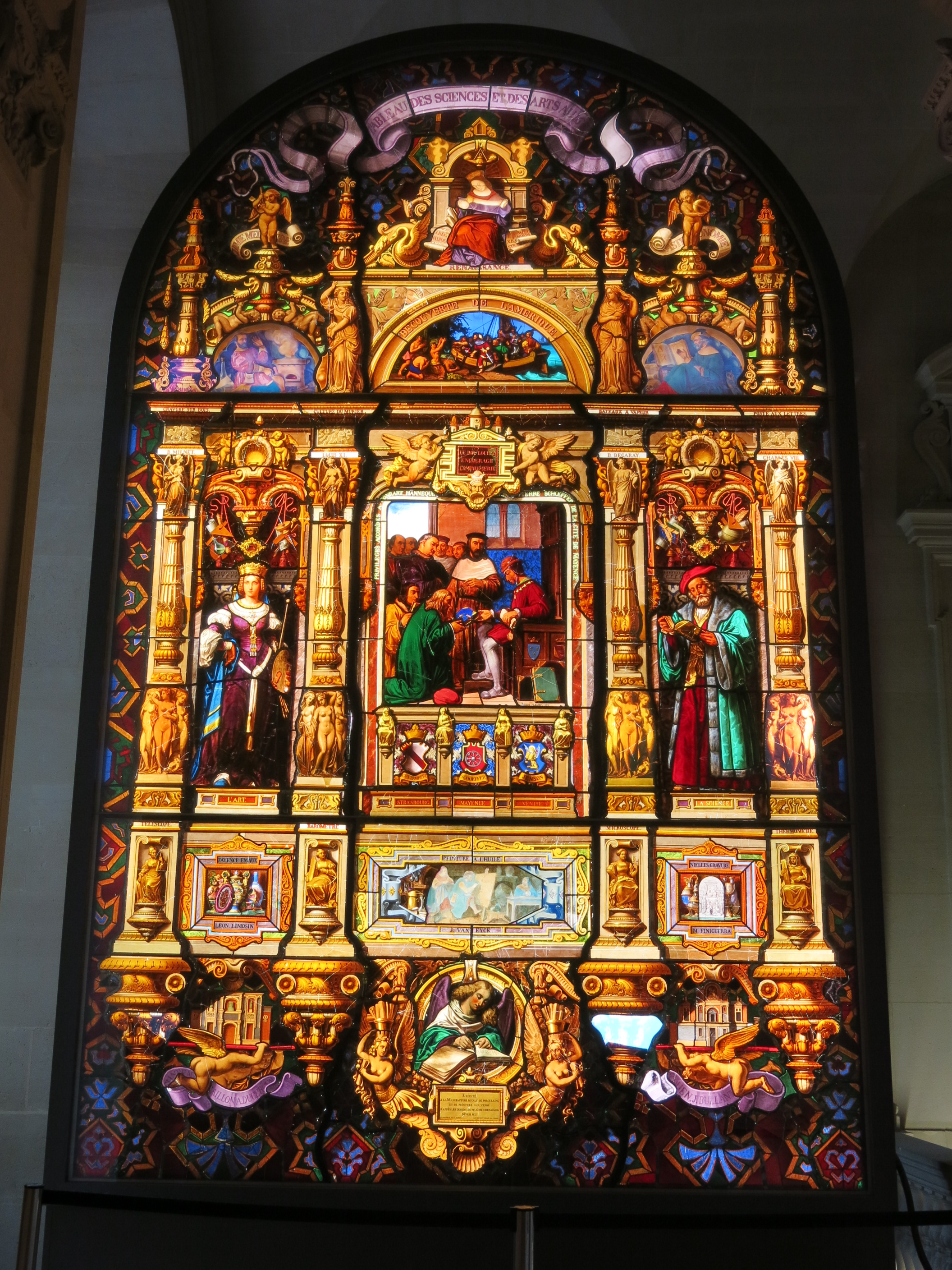
Inventions et découvertes de la Renaissance, vitrail, Paris, musée du Louvre.

La contribution de Claude-Aimé Chenavard au style Louis-Philippe a été d’introduire, dans les années 1830, le style Renaissance dans le mobilier français.
Dans le registre des arts décoratifs, il a réalisé, à partir de 1834, le grand surtout de table pour le duc d’Orléans avec les sculpteurs Antoine-Louis Barye et Jean-Jacques Feuchère pour lequel Jean-Baptiste-Jules Klagmann a fourni un modèle de pièces. Il fournit le dessin pour la réalisation du Vitrail de la Renaissance (Paris, musée du Louvre)  et pour le Vase de la Renaissance. Il travaille aussi avec le sculpteur Adrien Féart.
On lui doit également le cadre du tableau de style troubadour Francesco da Rimini et Paolo Malatesta d’Ingres (Angers, musée des beaux-arts).
Il est inhumé à Paris au cimetière du Père-Lachaise (division 49).

## Publications
- Nouveau Recueil de décorations intérieures, 42 pl., 1833-1835.
- Album de l’ornemaniste, recueil d’ornements dans tous les genres et dans tous les styles, notice de L. Batissier, Paris, Lenoir, 1835, in-f°., 6 ff. et 54 pl.

## Hommages
- Prix Chenavard, fondation créée en 1892 d'une récompense attribuée par l'École des beaux-arts de Paris à partir de 1894 par Madame Veuve Chenavard, née Jeanne-Marie Turin, à la suite de ses dispositions testamentaires en mémoire de son mari Henry Chenavard, et du frère de celui-ci Claude-Aimé pour soutenir de jeunes artistes méritants en architecture, peinture, sculpture, et gravure[5].